# Janina Śladkowska-Zahorska
Janina Śladkowska-Zahorska (ur. 20 listopada 1926 w Żyrardowie, zm. 2 sierpnia 2019) – polska matematyczka, profesor, doktor habilitowana, specjalistka w dziedzinie funkcji analitycznych.

## Życiorys
W 1966 roku uzyskała stopień doktora habilitowanego, a 15 czerwca 1990 nadano jej tytuł profesora w zakresie nauk matematycznych. Pracowała na stanowisku profesora w Instytucie Matematyki na Wydziale Matematyczno-Fizycznym Politechniki Śląskiej (dzisiejszy Wydział Matematyki Stosowanej).
W marcu 1968 broniła studentów, natomiast w 1982 została internowana.
Zmarła 2 sierpnia 2019, pochowana została na Cmentarzu Centralnym w Gliwicach.

## Życie prywatne
W roku 1970 wyszła za mąż za profesora matematyki Zygmunta Zahorskiego (1914–1998), z tego małżeństwa urodził się syn Jan.

## Odznaczenia
- Odznaka Zasłużony dla Politechniki Śląskiej[1]
- Medal Komisji Edukacji Narodowej[1]
- Krzyż Kawalerski Orderu Odrodzenia Polski[1]